# 乌尔·尼努尔塔
乌尔·尼努尔塔（约公元前1923年—约公元前1896年在位）（英語：Ur-Ninurta）伊什庫爾之子，伊辛国王。他原為尼普爾貴族，即位第二十八年后，拉尔萨入侵伊辛，他兵败被杀，子鉢辛（布爾·辛）繼位
烏爾·尼努爾塔於利皮特·伊什塔死後奪位，也有觀點認為，他殺死了利皮特·伊什塔並篡權，《蘇美王表》中有一段寫著：「願他有豐饒的年歲，有美好的統治，有甜密的生活。」（ 𒈬𒃶𒅅𒆷𒋾𒊷𒂵   𒋾𒃻𒄭𒂵⋯𒌓𒄩𒁀𒉌𒉌𒂊）這段突兀的文字也表現出對烏爾·尼努爾塔的贊美及祝福，這很像一位篡位者會做的事。